# Iso Korpijärvi (sjö i Kuhmo, Kajanaland)
Iso Korpijärvi är en sjö i kommunen Kuhmo i landskapet Kajanaland i Finland. Den är 16,9 meter djup. Arean är 43 hektar och strandlinjen är 4,54 kilometer lång. Sjön  ingår i Uleälvens huvudavrinningsområde.   Den ligger omkring 99 kilometer öster om Kajana och omkring 520 kilometer nordöst om Helsingfors. 